# Stefan De Bock
Stefan De Bock (3 juni 1977) is een Belgische atleet, die zich heeft toegelegd op de sprintnummers. Daarnaast is hij atletiektrainer.

## Loopbaan
De Bock behaalde veertien medailles op verschillende Vlaamse en Belgische in- en outdoorkampioenschappen en maakte deel uit van het team dat een vijfde plaats behaalde op het Europees kampioenschap in de 4 x 400 m estafette in Rennes.
Hij maakte deel uit van het team dat ex-Belgisch indoorrecordhouder is op de 4 x 400 m alle categorieën en sinds 26 december 2009 met Lennert De Witte, Michiel Bervoets en Stijn De Raedt Belgisch indoorrecordhouder 4 x 400 m alle categorieën voor clubs.
Stefan De Bock is lid van Racing Gent en sinds 2010 ook trainer bij RCG, ACES (Atletiek Club Eerlijk Streven) en TEAM 2B.

## Persoonlijke records
| Onderdeel | Prestatie |
| --------- | --------- |
| 100 m     | 11,14 s   |
| 200 m     | 22,04 s   |
| 300 m     | 34,00 s   |
| 400 m     | 47,49 s   |

## Palmares
- 14 medailles op Vlaamse en Belgische Kampioenschappen indoor en outdoor
- 5de plaats Europees kampioenschap 4 x 400 m in Rennes
- Ex-top 3 aller tijden 300 m indoor alle categorieën
- 2009: Ex-Belgisch record 4 x 400 m indoor A.C.

- Gemeinsame Normdatei: 129950580
- International Standard Name Identifier: 0000 0000 1705 2537
- Virtual International Authority File: 60176365
- WorldCat: E39PBJxd3VbDPdJV8CPWtJkdQq